# Tom Steyer
Thomas Fahr Steyer dit Tom Steyer, né le 27 juin 1957 à New York, est un financier, activiste et philanthrope américain. Il se présente aux primaires du Parti démocrate pour l’élection présidentielle de 2020, avant de finalement retirer sa candidature.

## Jeunesse et carrière
Tom Steyer est le fils d'un avocat d'affaires et d'une enseignante à Harlem. Il est diplômé de Yale, où il joue dans l'équipe de football de l'université. Il travaille un temps à Morgan Stanley avant d'étudier à la Stanford Graduate School of Business et d'intégrer Goldman Sachs à New York. En 1986, il fonde Farallon Capital, un fonds d'investissement alternatif.
Il est signataire de The Giving Pledge. En 2018, sa fortune est estimée à 1,6 milliard de dollars.

## Activités politiques
Tom Steyer est considéré comme l'un des principaux donateurs politiques américains, l'équivalent démocrate et progressiste des frères Koch,. En 2018, son super PAC NextGen America emploie plus de 500 personnes à travers les États-Unis dont une centaine à son siège de San Francisco. Le but de cette organisation est de soutenir des candidats engagés en faveur de l'environnement, de la justice sociale, de la santé et des droits des immigrés.
Après avoir soutenu Bill Bradley en 2000 et John Kerry en 2004, Steyer s'engage aux côtés d'Hillary Clinton lors des primaires présidentielles démocrates de 2008. Son nom est alors évoqué pour le poste de secrétaire du Trésor en cas de victoire de la candidate.
En 2013, il s'engage contre la construction de l'oléoduc Keystone XL par le biais du super PAC NextGen Action. Il choisit ensuite d'élargir son engagement en investissant dans des élections étatiques et locales, et non plus seulement fédérales. En 2016, Steyer dépense plus de 90 millions pour soutenir des candidats démocrates. En 2018, il est engagé dans une initiative pour destituer Donald Trump et investit 30 millions de dollars dans NextGen Rising, son organisation visant à mobiliser les jeunes électeurs en vue des élections de novembre.
Il songe un temps à se présenter contre Donald Trump lors de l'élection présidentielle de 2020 en se portant candidat aux primaires du Parti démocrate. Cependant, il annonce en janvier 2019 qu'il ne sera pas candidat. Il souhaite néanmoins maintenir ses actions politiques contre Donald Trump, espérant qu'une procédure de destitution soit engagée contre lui ou qu'il démissionne de sa fonction de Président des États-Unis.
Il change d'avis au cours des mois suivant et décide finalement de se présenter aux primaires démocrates. Le 9 juillet 2019, il annonce officiellement sa candidature par une vidéo postée en ligne. Il participe aux premiers scrutins organisés en février 2020 dans le cadre des démocrates (l’Iowa, le New Hampshire, le Nevada et la Caroline du Sud). Il y obtient des résultats décevants et est largement distancé par Bernie Sanders et Joe Biden. Il décide de se retirer de la course le 29 février après l’annonce des résultats de la primaire de Caroline du Sud.

## Positionnement politique
Il est membre de l'aile modérée du Parti démocrate, défendant le libéralisme moderne[réf. nécessaire].
En 2015, Politico rapportait que des activistes du mouvement tenaient des rencontres secrètes avec le club de donateurs progressistes Democracy Alliance (en), qui comprend certains des plus grands soutiens financiers du Parti démocrate, comme Paul Egerman et Tom Steyer.

## Vie privée
Tom Steyer est marié à Kat Taylor. Ils ont ensemble quatre enfants.